# Língua nórica
A língua nórica ou língua celta oriental é uma língua celta continental extinta. Ela é atestada em apenas duas inscrições fragmentárias da província romana de Nórica (uma em Grafenstein, Áustria, a outra em Ptuj, Eslovênia), que não fornecem informações suficientes para que seja possível tirar quaisquer conclusões sobre a natureza da língua. Contudo, a língua provavelmente era similar às outras línguas celtas próximas a ela, tais como o gaulês. Não se sabe quando se tornou extinta, devido às evidências escassas.

## Inscrição de Ptuj
A inscrição de Ptuj, descoberta em 1894, está escrita da direita para a esquerda em um alfabeto itálico setentrional, na qual se lê:
```
ARTEBUDZBROGDUI
```

que é interpretado como dois nomes: Artebudz [filho de] Brogduos. O nome Artebudz pode significar "pênis de urso", enquanto Brogduos pode conter o elemento brog-, mrog- "país". A inscrição pode ser alternativamente interpretada como Artebudz [fez isto para] Brogdos, com o segundo nome no caso dativo.

## Inscrição de Grafenstein
A inscrição de Grafenstein, em um tijolo do século II d.C. que foi descoberto em um poço de pedregulhos em 1977, está incompleta, mas a parte remanescente foi transcrita desta forma:

```
MOGE · ES[
P· II- LAV · EX[
ṆE · SAḌỊÍES[
OLLO · SO · VILO[
ỌNẠ    C[…]
```

```
OLLO · S
O
 ·? [
P LṾGNṾ · SI
```

Aqui, Moge parece ser um nome pessoal ou a abreviação de um; P· II- lav, uma abreviação em latim que indica um peso; ne sadiíes, uma forma verbal que possivelmente significa "você não acerta"; ollo so, talvez "esta quantia"; e Lugnu, outro nome pessoal. O texto, portanto, pode ser um registro de algum tipo de transação financeira.
Outras leituras da inscrição também foram propostas, incluindo:
```
MOGE · ES+[---]
PET(?) LAV · EX[---]
NE · SAMES[---]
OLLO · SO · VILO ·[---]
ONA O(?) + ++
```

```
OLLO · SO ·+
+ LVGNI · SI
[
6
]
```

e
```
MOGV · CISS [---
PETILAV · IEX[---
NE · SADIIES[---
OLLO · SO · VILO ·[---
ONA DOM...OC[
```

```
OLLO · SO · VIA.[
ILVGNV.SI[
[
7
]
```